# Washington Park (Arizona)
Washington Park es un lugar designado por el censo ubicado en el condado de Gila en el estado estadounidense de Arizona. En el Censo de 2010 tenía una población de 70 habitantes y una densidad poblacional de 10,3 personas por km².

## Geografía
Washington Park se encuentra ubicado en las coordenadas 34°24′1″N 111°16′16″O / 34.40028, -111.27111. Según la Oficina del Censo de los Estados Unidos, Washington Park tiene una superficie total de 6.79 km², de la cual 6.79 km² corresponden a tierra firme y (0.08%) 0.01 km² es agua.

## Demografía
Según el censo de 2010, había 70 personas residiendo en Washington Park. La densidad de población era de 10,3 hab./km². De los 70 habitantes, Washington Park estaba compuesto por el 100% blancos, el 0% eran afroamericanos, el 0% eran amerindios, el 0% eran asiáticos, el 0% eran isleños del Pacífico, el 0% eran de otras razas y el 0% pertenecían a dos o más razas. Del total de la población el 0% eran hispanos o latinos de cualquier raza.